# 大寶寺 (塩尻市)
大寶寺（だいほうじ）は 長野県塩尻市奈良井にある臨済宗妙心寺派の寺院。山号は廣傳山。木曾西国三十三観音霊場二番・木曾路七福神(寿老人)。

## 歴史
開創の年月日は不詳である。当初は天照山 廣傳寺と称し、開山は大安とされている。
当初は、奈良井の豊口という場所にあったが、
天文年間(1532～1555年)に、奈良井治部少輔義高が、現在の地に移し、廣傳山 大寶寺に改号したとされる。
また一説では、天正10年(1582年)、木曽福島にある興禅寺六世の桂嶽祖昌が中興開山したとされる。

## 境内
現在は山門と本堂・庫裏・鐘楼のほか、観音堂が東西に二つ並び立っており、十一面観音と地蔵菩薩が祀られている。東側の観音堂は、川入の上の原から移築したものである。
寺の背後には、「小太郎稲荷」が祀られ、その傍らに奈良井義高の墓碑が立っている。寺の北側は墓地で、その一角に「マリア地蔵尊」が祀られている。
墓地の脇が横水で、「言成地蔵」が祀られている。
裏庭は享保年間につくられた嵯峨流の庭園で、毎年6月頃に咲くツツジと、秋の紅葉は見事な眺めとなっている。

### マリア地蔵尊
昭和7年(1932年)の夏に地元の人が藪の中に埋もれていたのを掘り出したもので、首から上と膝が失われており、抱かれている嬰児が手に持つ蓮華の先が十字架となっていることから、隠れキリシタンが観音像を装って、秘かに信仰していたのではないかと言われている。

## 関連リンク
- 大宝寺　奈良井宿観光協会
- 大宝寺　塩尻市観光協会